# Reportage fra foråret 1945
|  | Denne artikel er oprettet af botten Steenthbot ud fra en ekstern database. Den kan derfor have sproglige fejl eller mangler. Denne skabelon kan fjernes efter kontrol af indholdet. |

Reportage fra foråret 1945 er en dansk dokumentarisk optagelse fra 1945.

## Handling
Optagelser fra København den 4. maj 1945. Diverse avisforsider tæller ned til Tysklands nederlag og kapitulation. Nationaltidende: "Rigskansler Hitler er Faldet". Fanger ved Domhuset på Nytorv. Frihedskæmpere på arbejde rundt omkring i byen. De første engelske flyvemaskiner ses på himlen. Folk jubler på Rådhuspladsen på befrielsesdagen. Illegale optagelser fra Rådhuspladsen en måned tidligere, den 9. april 1945: Hipoerne i deres sorte biler provokerer ved at køre rundt i folkemængden. Montgomery ankommer den 12. maj. Den engelske flåde ved ved Langelinie.